# Helmut Jahn (Maler)

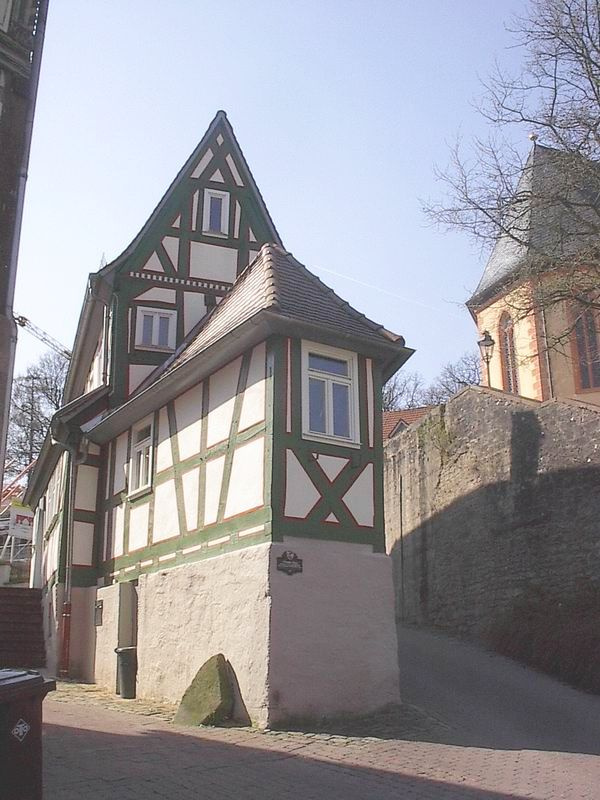
Kleinstes Haus Hessens, Bad Orb (Wohnung Helmut Jahn 1998–2013)

Helmut Jahn (* 20. November 1936 in Budapest; † 16. März 2013 in Gelnhausen) war ein freischaffender deutscher Maler und Vertreter des abstrakten Expressionismus.

## Leben
Jahn studierte an der Werkkunstschule Wiesbaden und war, zunächst als Graphiker, seit den 1980er Jahren freischaffend als Maler tätig. Er lebte und arbeitete seit 1998 in Bad Orb und bewohnte dort das kleinste Haus Hessens (Kirchgasse 23). Im Willeminenhaus stellte ihm die Spessart-Klinik ein großzügiges Atelier zur Verfügung. 
Er hatte Ausstellungen im In- und Ausland und ist vor allem bekannt durch seine großformatigen abstrakt-expressionistischen Bilder, unter anderen dem Monumentalwerk Augengarten (7 × 32 Meter), welches anlässlich der Landesgartenschau Hanau 2002 und später auch am Frankfurter Hauptbahnhof gezeigt wurde. 
2006 fand auf Initiative des Klinikmanagers Edmund Fröhlich anlässlich des 70. Geburtstages eine Doppelausstellung Helmut Jahn… die Bilder mit einer Retrospektive in Bad Orb und Perspektiven in Hanau statt, dazu erschien das Buch Helmut Jahn. Die Bilder. 
2014 wurde auf Initiative seiner Freunde und mit Unterstützung der Stadt Bad Orb das Helmut-Jahn-Museum eröffnet, mit einer ständigen Präsentation seiner Exponate.

## Ehrungen und Auszeichnungen
- 2008 vom Main-Kinzig-Kreis gestifteter Kulturpreis in Würdigung seines Lebenswerkes.
- 2008 Ehrenring der Kurstadt Bad Orb.[2]